# Mandy Planert
Mandy Planert, född den 26 januari 1975 i Schleiz, Östtyskland, är en fransk kanotist.
Hon tog VM-guld i K-1 lag i slalom 1997 i Três Coroas.